# Jahana Hayes
Jahana Flemming Hayes (8 de març de 1973) és un educadora i política americana que és la representant del 5è districte congressual de Connecticut. Ha estat reconeguda com a Mestra Nacional i estatal de l'Any. És la primera dona afroamericana i la primera demòcrata afroamericana a representar Connecticut al Congrés.

## Educació i primers anys
Va néixer el 8 de març de 1973, a Waterbury, Connecticut, i va créixer en habitatges de protecció oficial a la mateixa ciutat.
Va obtenir un grau associat al Naufatuck Valley Community College i un grau al Southern Connecticut State. L'any 2012, va obtenir el màster en currículum i instrucció a la Universitat de Saint Joseph. L'any 2014, va guanyar el certificat de Sisè Any de la Universitat de Bridgeport School of Education.

## Carrera d'ensenyament
La primera feina de Hayes va ser al Southbury Training School a Connecticut. Va seguir ensenyant govern i història al John F. Kennedy Institute in Waterbury. A més, va presidir el Kennedy SOAR Review Board, una “escola dins de l'escola” que proporcionava instrucció avançada per estudiants dotats. Va ser també una co-assessora de HOPE, un club de servei per als estudiants a Kennedy. L'any 2015, va guanyar el John F. Kennedy Teacher of the Year i després el Waterbury School District Educator of the Year. L'any 2016 va ser nomenada Connecticut Teacher of the Year.
Aquest premi va fer guanyar Hayes ressò en els mitjans de comunicació. “Realment crec que necessitem canviar la narrativa, canviar el diàleg sobre com l'ensenyament és com a professió,” va dir Hayes al The Washington Post. “Hem gastat molt temps en els últims anys parlant sobre les coses que no estan funcionant. Realment hem de canviar el focus de la nostra atenció a aquelles coses que sí que estan funcionant.” En una aparició en el programa d'entrevistes d'Ellen DeGeneres, Hayes va dir que ella ensenyava als seus alumnes la “bondat” i el “servei a la comunitat." Després de rebre el premi, Hayes va dirigir la reunió anual de l'Associació Nacional d'Educació o NEA. “Estic tan agraïda de ser membre del NEA,” va dir, elogiant el sindicat per impedir que el “el tret de caràcter altruista que tots els mestres posseeixen” fos explotat.

## Posicionaments polítics
Hayes dona suport als sindicats de mestres i a l'educació pública, i ha abonat els seus “germans i germanes sindicals” tenint un paper important en el seu èxit. En les eleccions de 2018, va guanyar el suport de l'Associació d'Educació de Connecticut. La seva candidatura va rebre també el suport del Partit de Famílies Treballadores de Connecticut (CTWFP), i el director estatal del CTWFP Lindsay Farrell va arribar a dir que la seva victòria en les primàries “demostrava el valor d'elegir i mobilitzar els professors que lluitaran per l'educació pública, que plantaran cara al [Secretari d'Educació] Betsy DeVos, i que defensaran la importància de les negociacions col·lectives."

## Vida personal
Viu en Waterbury, Connecticut, amb el seu marit i quatre fills.
1. ↑  Jahana Hayes, '05, és Primer Del sud Grad Elegit a Oficina Nacional
2. 1 2  «Jahana Hayes». Arxivat de l'original el 6 de juny 2015. [Consulta: 6 setembre 2018].
3. ↑  ZHOU, AMANDA. «Jahana Hayes, nation's top teacher in 2016, is headed to Congress after the victory.». [Consulta: 6 setembre 2018].
4. ↑  Pager, Tyler. «In Connecticut, Race Between Lamont and Stefanowski Is Close as Wet Ballots Delay Count».   The New York Times. [Consulta: 15 novembre 2018].
5. ↑  Connley, Courtney. «Former National Teacher of the Year Jahana Hayes becomes Connecticut's first black woman elected to Congress».   CNBC LLC. [Consulta: 15 novembre 2018].
6. ↑  MAHNKEN, Kevin. «Troubled Student, Teen Mom, Teacher of the Year: Is Connecticut Congressional Candidate Jahana Hayes the New Face of the Democratic Party?». [Consulta: 6 setembre 2018].
7. ↑  «JAHANA HAYES M’12». [Consulta: 6 setembre 2018].
8. 1 2 3  Geary, Leslie. «UB’s Jahana Hayes wins National Teacher of the Year». Arxivat de l'original el 6 de setembre 2018. [Consulta: 6 setembre 2018].
9. 1 2  PAZNIOKAS, MARK. «AFL-CIO endorses Eva Bermudez Zimmerman, Jahana Hayes». [Consulta: 6 setembre 2018].
10. ↑  Eversly, Melanie. «She ‘inspires her students': Jahana Hayes on track to become Connecticut’s first Black Congressional Democrat». [Consulta: 6 setembre 2018].
11. 1 2  Schallhorn, Kaitlyn. «Who is Jahana Hayes, the Connecticut candidate who could make history?». [Consulta: 6 setembre 2018].
12. ↑  Hayas, Jahana. «Back to: Press Releases / National Teacher of the Year Jahana Hayes addresses fellow NEA members 0 National Teacher of the Year Jahana Hayes addresses fellow NEA members». Arxivat de l'original el 6 de setembre 2018. [Consulta: 6 setembre 2018].
13. ↑  Vigdor, Neil. «Educators Endorse Former National Teacher Of The Year Jahana Hayes For Congress». Arxivat de l'original el 6 de setembre 2018. [Consulta: 6 setembre 2018].
14. ↑  Connley, Courtney. «2016 National Teacher of the Year Jahana Hayes could become Connecticut's first black Democrat in Congress». [Consulta: 6 setembre 2018].